# Les Immortels
Pour les articles homonymes, voir Immortel, Les Immortels (film) et Les Immortels (roman).
Les Immortels désigne un groupe de huit joueurs australiens de rugby à XIII qui ont marqué l'histoire de ce sport. Il s'agit d'Arthur Beetson, Clive Churchill, Bob Fulton, Reg Gasnier, Graeme Langlands, Wally Lewis, Johnny Raper et Andrew Johns.

## Histoire
En 1985, l'un des principaux magazines australiens de rugby à XIII, Rugby League Week, a sélectionné un groupe de joueurs baptisé "Les Immortels". Le groupe était composé de Clive Churchill, Bob Fulton, Reg Gasnier et Johnny Raper. Pour coïncider avec cette annonce, le vignoble de l'Hunter Valley "Elliots Wines" a produit en collaboration avec Rugby League Week un coffret de 4 bouteilles de porto de 1977 dont les étiquettes représentent chacune l'un des joueurs.
Quatorze ans plus tard, en 1999, Rugby League Week a annoncé son intention de désigner un 5e membre. Toutefois, le groupe d'experts nommé pour choisir le prochain "Immortel" n'a pas été en mesure de choisir un seul joueur, ce sont donc Wally Lewis et Graeme Langlands qui furent sélectionnés.
En 2004, Arthur Beetson devient le 7e membre. Bien que la liste des "Immortels" soit très respectée dans le monde du rugby à XIII, elle est parfois critiquée car elle n'intègre que des joueurs de l'après-guerre.
En 2012, Andrew Johns est nommé huitième membre, puis en 2018 cinq nouveaux membres y sont introduits : David Brown, Dally Messenger, Frank Burge, Norm Provan et Mal Meninga.